# 카와이 아스나
카와이 아스나(일본어: 河合 あすな 가와이 아스나[*], 1998년 3월 21일~)는 일본의 AV 여배우이다.